# Nowosiółki
Nowosiółki (ukrán nyelven: Новосілки, Novosilky) Lengyelország délkeleti részén, a Kárpátaljai vajdaságban, a Leskói járásban, Gmina Baligród község területén található település. A község központjától Baligródtól közel 7 kilométernyire fekszik északi irányban, míg a járási központnak számító Lesko 9 kilométernyire északra található, valamint a vajdaság központja, Rzeszów 73 kilométernyire északra van a településtől.

## Fordítás
Ez a szócikk részben vagy egészben  a   Nowosiółki című angol Wikipédia-szócikk ezen változatának fordításán alapul.  Az eredeti cikk szerkesztőit annak laptörténete sorolja fel. Ez a jelzés csupán a megfogalmazás eredetét és a szerzői jogokat jelzi, nem szolgál a cikkben szereplő információk forrásmegjelöléseként.